# Temnora brisaeus
Temnora brisaeus är en fjärilsart som beskrevs av Jean Baptiste Boisduval 1847. Temnora brisaeus ingår i släktet Temnora och familjen svärmare. Inga underarter finns listade i Catalogue of Life.